# Dionysios Kasdaglis
Dionysios Kasdaglis (griechisch Διονύσιος Κάσδαγλης; auch Demetrius Casdagli; * 10. Oktober 1872 in Salford, England; † 6. Juli 1931 in Bad Nauheim, Deutschland) war ein griechisch-ägyptischer Tennisspieler.

## Leben
Dionysios Kasdaglis ist der Bruder von Xenophon Kasdaglis, der 1906 ebenfalls zwei Medaillen gewann und als talentierter als Dionysios galt. Dieser war der einzige ägyptische Teilnehmer bei den Olympischen Spielen 1896 in Athen. Er trat für Griechenland an. Er schaffte es in beiden Tennisbewerben, Einzel und Doppel, ins Finale zu gelangen. Im Einzel führte sein Weg über J. Defert aus Frankreich, Konstantinos Akratopoulos aus Griechenland und Momcsilló Tapavicza aus Ungarn ins Finale, wo er dann gegen John Pius Boland aus Großbritannien und Irland in zwei Sätzen verlor. Die Medaille wurde Griechenland im Medaillenspiegel gutgeschrieben.
Im Doppel tat sich Kasdaglis mit Dimitrios Petrokokkinos aus Griechenland zusammen. Die beiden besiegten das griechische Doppel Konstantinos Paspatis und Evangelos Rallis und später das britisch-australische Paar George Stuart Robertson und Edwin Flack im Semifinale. Im Finale verlor Kasdaglis abermals gegen Boland, welcher zusammen mit dem deutschen Friedrich Adolf Traun ein Doppel bildete.
1906 im Mixed-Doppel nahm er ebenfalls an den Spielen teil, doch unterlag in der ersten Runde.
Neben seinem sportlichen Schaffen führte Kasdaglis von 1895 bis zu seinem Tod 1931 die ägyptische Niederlassung des Baumwollgewerbes seines Vaters aus Manchester. Die Trennung von seiner Ehefrau Jeanne 1917 führte zu einem Präzedenzfall im britischen Gesetz darüber, ob ein Brite nach 1914 in Ägypten wohnen dürfe.

## Kontroverse um Nationalität
Die Nationalität von Kasdaglis wird oft kontrovers diskutiert. Der offizielle Bericht und die Teilnehmerliste von 1896 und 1906 nennen Kasdaglis als Griechen, als derer er auch von der IOC anerkannt wird. Kasdaglis war ursprünglich russischer Herkunft und bekam seinen griechischen Namen von seinem Großvater, der Anfang des 19. Jahrhunderts nach Griechenland zog. Dort wurde Dionysios Vater Emmanuel geboren, der in England sein Baumwollgeschäft aufzog. Seine Kinder wurde in England geboren und wuchsen dort auf. Ab 1914 bemühte Dionysios sich außerdem um eine ägyptische Staatsbürgerschaft. Die meisten Indizien sprechen für die Zeit der beiden Wettbewerbe jedoch für eine britische Staatsangehörigkeit.